# هلیوم-۳
هلیم-۳ یکی از ایزوتوپ‌های غیر پرتوزای عنصر گازی هلیم است که دارای ۲ پروتون و یک نوترون است. از این ماده به عنوان سوخت در تحقیقات مربوط به رآکتورهای همجوشی هسته ای استفاده می‌شود. این عنصر یکی از ایزوتوپ‌های پایدار هلیم است.